# Script.NET
Script .NET bzw. S# ist eine Programmiersprache, die sich Mechanismen der Metaprogrammierung bedient. Sie stellt dabei Funktionalitäten zur Verfügung, die es erlauben, Skripte in der Common Language Runtime (CLI) des .Net-Frameworks auszuführen und während der Laufzeit zu verändern.
Die Syntax ist sehr stark von JavaScript beeinflusst.

## Metaprogrammierung
In Script .NET existiert u. a. der spezielle Operator <[ Programmcode ]>, der den Abstract Syntax Tree (AST) eines Programms zurückgibt. Auf den AST des aktuellen Programms kann über das Objekt prog zugegriffen werden, wie das folgende Beispiel zeigt:
```
// AST erstellen, der eine MessageBox mit dem Ausdruck "Guten Tag!" ausgibt

ast
 
=
 
<
[
 
MessageBox
.
Show
(
'Guten Tag!'
);
 
]
>
;

// Programmcode dem aktuellen Programm anfügen

prog
.
AppendAst
(
ast
);

```

## Beispiele

### Hallo, Welt!
```
MessageBox
.
Show
(
'Hallo, Welt!'
);

```

### Bubblesort
```
zahlen
 
=
 
[
5
,
 
9
,
 
1979
,
 
23
,
 
9
,
 
1979
];

for
 
(
i
 
=
 
0
;
 
i
 
<
 
zahlen
.
Length
;
 
i
++
)
 
{

    
for
 
(
j
 
=
 
i
 
+
 
1
;
 
j
 
<
 
zahlen
.
Length
;
 
j
++
)
 
{

        
if
 
(
 
zahlen
[
j
]
 
<
 
zahlen
[
i
]
 
)
 
{

            
// tauschen

            
temp
      
=
 
zahlen
[
i
];

            
zahlen
[
i
]
 
=
 
zahlen
[
j
];

            
zahlen
[
j
]
 
=
 
temp
;

        
}

    
}

}

// Ausgabe erstellen

ausgabe
 
=
 
'Ergebnis: '
;

for
 
(
i
 
=
 
0
;
 
i
 
<
 
zahlen
.
Length
;
 
i
++
)
 
{

    
if
 
(
i
 
>
 
0
)
 
{

        
ausgabe
 
=
 
ausgabe
 
+
 
', '
;

    
}

    
ausgabe
 
=
 
ausgabe
 
+
 
zahlen
[
i
];

}

MessageBox
.
Show
(
ausgabe
);

```

### RSS-Web-Feeds
```
rss
 
=
 
new
 
XmlDocument
();

rss
.
Load
(
'https://www.tagesschau.de/xml/tagesschau-meldungen/'
);

MessageBox
.
Show
(
'tagesschau.de Meldungen: '
);

// Titel aller vorhandenen Themen/Meldungen ausgeben

foreach
 
(
feed
 
in
 
rss
.
SelectNodes
(
'/rss/channel/item/title'
))

    
MessageBox
.
Show
(
feed
.
InnerText
);

```